# Derecho a la intimidad
El derecho a la intimidad consiste en la defensa de la persona en su totalidad a través de un muro que prohíbe publicar o dar a conocer datos sobre temas como la religión, la política o la vida íntima. Todo el ser humano tiene derecho absoluto a mantener su vida privada y bajo ningún concepto, esto no puede ser revelado ni siquiera a una persona muy cercana, ni al tutor legal, en caso de que sea menor de edad.[cita requerida]

## Concepto
El concepto de privacidad emplea la teoría de los derechos naturales, y generalmente alude a las nuevas tecnologías de comunicación e información. En los Estados Unidos un artículo del Harvard Law Review del  año 1890 escrito por el juez Samuel D. Warren y el juez de la corte suprema Louis Brandeis, titulado ”El Derecho a la Privacidad”, es usualmente citada como la primera declaración explícita del derecho a la privacidad en Estados Unidos. Warren y Brandeis escriben que la privacidad es “el derecho de no ser molestado” y está enfocado en proteger a personas individuales. Este acercamiento fue una respuesta a los recientes desarrollos tecnológicos de aquel entonces, tales como la fotografía y los “medios amarillistas”.
En ese marco, debe entenderse que el derecho a la inviolabilidad de correspondencia únicamente al ámbito de la correspondencia escrita (es decir, la carta postal), sino que también se extiende a cualquier medio o sistema de comunicación privada de las personas, dado que con el desarrollo y avance de la tecnología, actualmente se cuenta con múltiples formas y sistemas de comunicación privada como son la telefonía fija, telefonía móvil y el correo electrónico.
La intimidad es la parte de la vida de una persona que no ha de ser observada desde el exterior, y afecta sólo a la propia persona. Se incluye dentro del “ámbito privado” de un individuo cualquier información que se refiera a sus datos personales, relaciones, salud, correo, comunicaciones electrónicas privadas, etc.
El derecho que poseen las personas de poder excluir a las demás personas del conocimiento de su vida privada, es decir, de sus sentimientos y comportamientos. Una persona tiene el derecho a controlar cuándo y quién accede a diferentes aspectos de su vida particular.
De manera general, la privacidad puede ser definida como aquel ámbito de la vida personal de un individuo, que (según su voluntad) se desarrolla en un espacio reservado y debe mantenerse con carácter confidencial. Por otro lado, y según el Diccionario de la lengua española de la Real Academia Española, la «privacidad» se define como el «ámbito de la vida privada que se tiene derecho a proteger de cualquier intromisión» e «intimidad» se define como «zona espiritual íntima y reservada de una persona o de un grupo, especialmente de una familia».

En este sentido, el artículo 12 de la Declaración Universal de los Derechos Humanos, adoptada por la Asamblea General de las Naciones Unidas, establece que el derecho a la vida privada es un derecho humano, y que: 
Nadie será objeto de injerencias arbitrarias en su vida privada, ni su familia, ni cualquier entidad, ni de ataques a su honra o su reputación. Toda persona tiene derecho a la protección de la ley contra tales injerencias o ataques.
 Asimismo, el artículo 17 del Pacto Internacional de Derechos Civiles y Políticos, adoptado por la Asamblea General de las Naciones Unidas, consagra, al respecto, lo siguiente: 
1. Nadie será objeto de injerencias arbitrarias o ilegales en su vida privada, su familia, su domicilio o su correspondencia, ni de ataques ilegales a su honra y reputación; 

2. Toda persona tiene derecho a la protección de la ley contra esas injerencias o esos ataques.
En el ámbito regional, el artículo 11 de la Convención Americana sobre Derechos Humanos o Pacto de San José de Costa Rica, establece una norma de protección de la honra y dignidad, al señalar: 

1. Toda persona tiene derecho al respeto de su honra y al reconocimiento de su dignidad; 
2. Nadie puede ser objeto de injerencias arbitrarias o abusivas en su vida privada, en la de su familia, en su domicilio o en su correspondencia, ni de ataques ilegales a su honra o reputación;

3. Toda persona tiene derecho a la protección de la ley contra esas injerencias o esos ataques...